# Вилуговування гірських порід

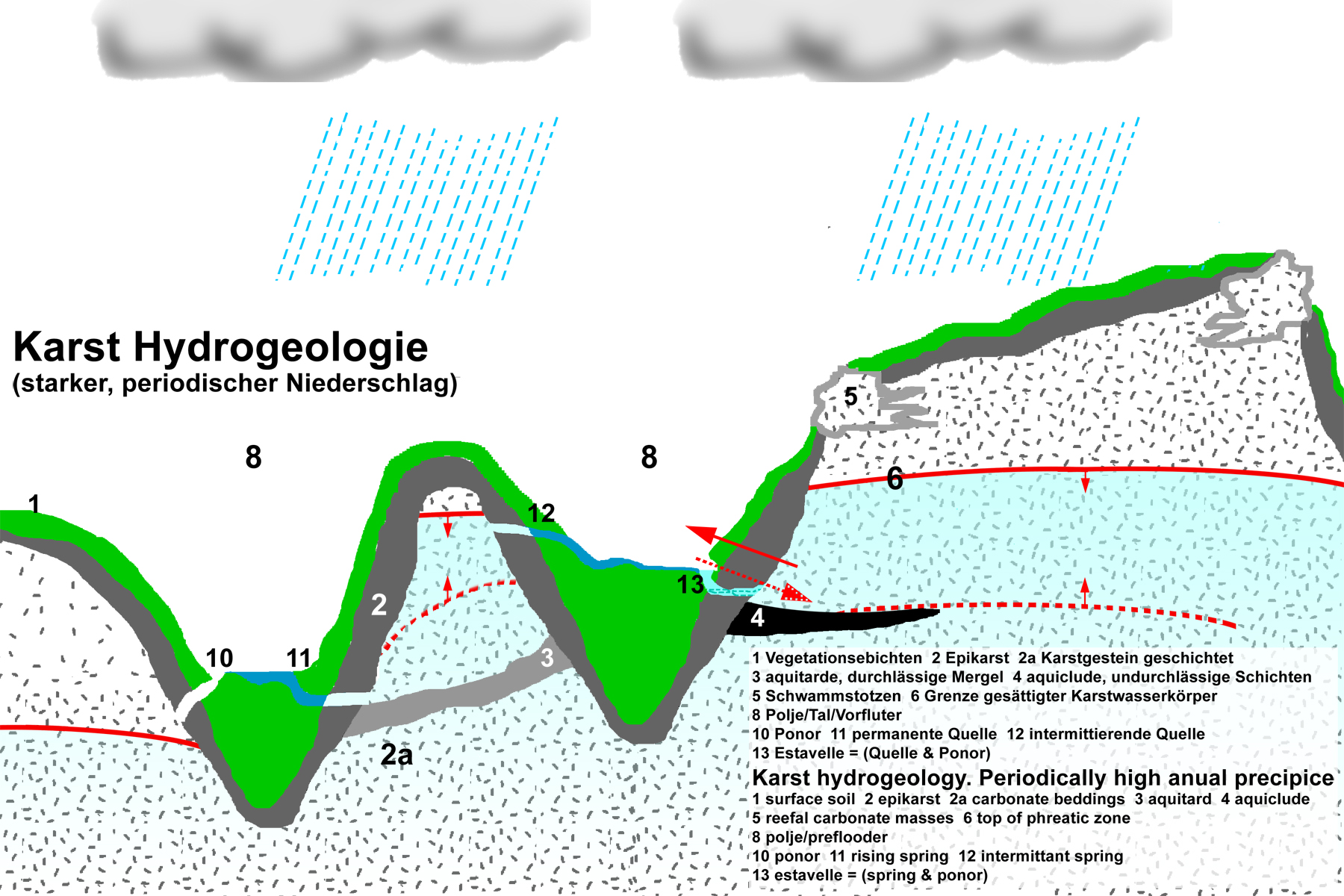
Гідрогеологічна схема карстування.

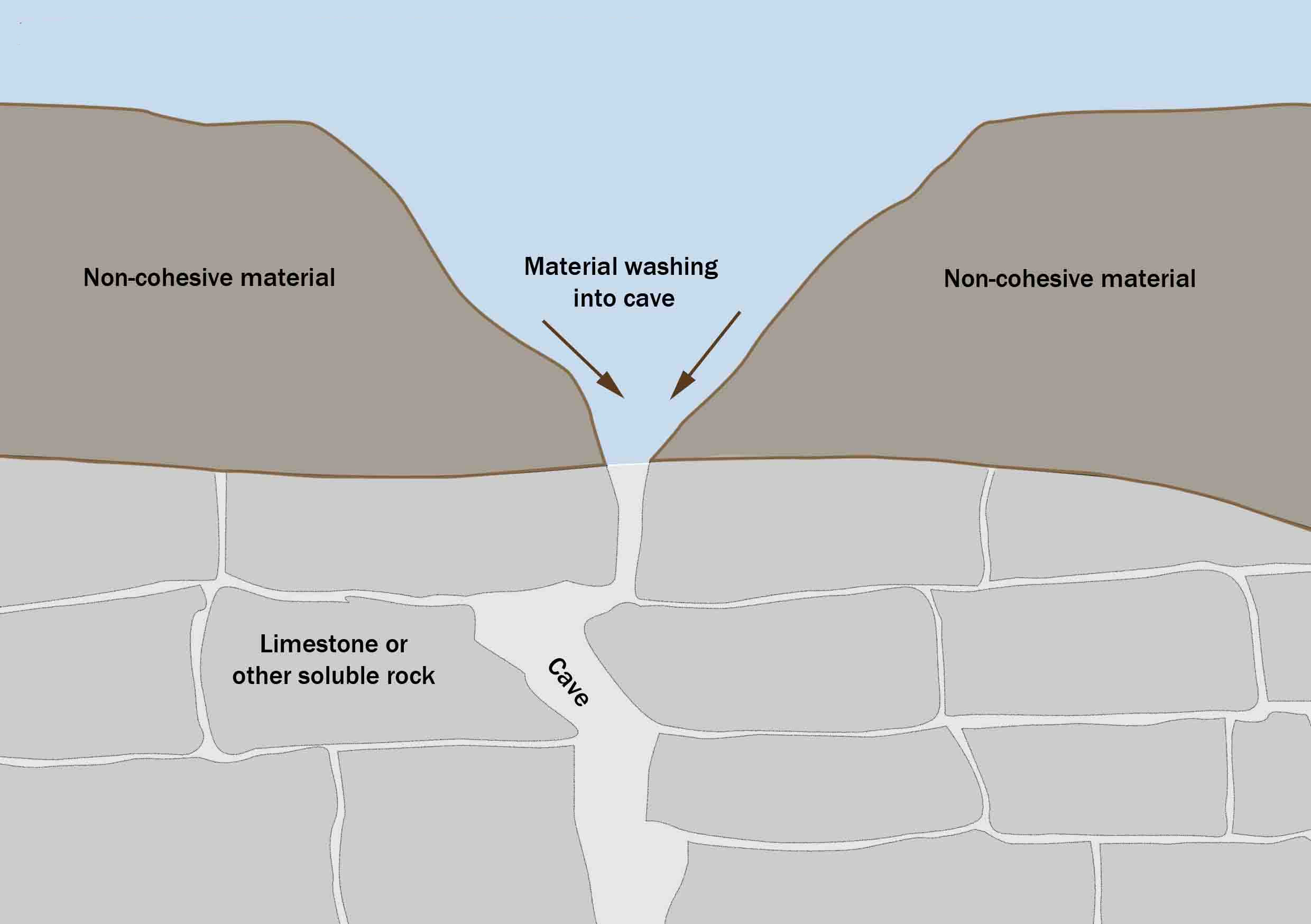
Формування суфозійних понор.

Вилуговування гірських порід (рос. выщелачивание горных пород, англ. lixiviation of rock, нім. Auslaugung f der Gesteine pl) — природний процес розчинення та вимивання водами деяких компонентів гірських порід; зумовлює розвиток карсту й суфозії.